# Sasca Română
Sasca Română – wieś w Rumunii, w okręgu Caraș-Severin, w gminie Sasca Montană. W 2011 roku liczyła 358 mieszkańców. 